# Olivia Nova
Olivia Nova (Coon Rapids, Minnesota; 28 de abril de 1997-Las Vegas, Nevada; 7 de enero de 2018) fue una actriz pornográfica y modelo erótica estadounidense.

## Biografía
Olivia Nova, nombre artístico de Lexi Rose Forte y natural del estado de Minnesota, nació en abril de 1997 en una familia con ascendencia filipina e italiana. Estuvo modelando desde los 12 años. Entró en la industria pornográfica en marzo de 2017, debutando como actriz a los 20 años, siendo representada por la agencia LA Direct Models.
Como actriz trabajó para productoras como Vixen, Naughty America, FTV Girls, New Sensations, Brazzers, Digital Sin, Girlfriends Films, Hustler Video, Marc Dorcel Fantasies o Lethal Hardcore, entre otros.
En la mañana del 7 de enero de 2018 su cuerpo fue encontrado sin vida en su apartamento de Las Vegas (Nevada). La noticia de su fallecimiento, con 20 años, fue un duro golpe para la industria, que veía con Olivia Nova como cuatro actrices perdían la vida en las últimas semanas, después de los casos de August Ames, Shyla Stylez y Yurizan Beltran.
Tres semanas después de la noticia de su muerte, a la par que se conocía el fallecimiento de la quinta actriz pornográfica en 69 días, Olivia Lua, fallecida en centro de rehabilitación, se conoció el informe de la autopsia de Olivia Nova, que revelaba que había fallecido como consecuencia de una sepsis, un síndrome de anormalidades fisiológicas que pudo estar asociada con una infección urinaria que se extendió a uno de sus riñones.
Semanas antes de fallecer, recibió la nominación en los Premios AVN de 2018 a la Mejor escena de sexo lésbico por Lana Is Olivia's Dream, junto a Lana Rhoades.
Apenas estuvo un año en activo en la industria, en cuyo tiempo pudo grabar contenido que apareció en algo más de 30 películas como actriz.
Algunas películas suyas fueron Barely Legal 155, Bound For Sex 2, Cute As They Cum, Lesbian Seduction, Luxure, Please Make Me Lesbian! 14, Stepdaughters Creampied 2 o Women Seeking Women 145.

## Premios y nominaciones
| Año  | Ceremonia           | Resultado | Categoría                       | Trabajo                  |
| ---- | ------------------- | --------- | ------------------------------- | ------------------------ |
| 2018 | Premios AVN         | Nominada  | Mejor escena de sexo lésbico    | Lana Is Olivia's Dream   |
| 2018 | Premios XBIZ Europa | Nominada  | Mejor actriz                    | Luxure: Epouse a Eduquer |
| 2018 | Premios XBIZ Europa | Nominada  | Mejor escena de sexo - glamcore | Luxure: Epouse a Eduquer |